# Muzeum im. Oskara Kolberga w Przysusze
Muzeum im. Oskara Kolberga w Przysusze – prezentuje kolekcję materiałów dokumentujących działalność Oskara Kolberga – XIX-wiecznego etnografa i zbieracza folkloru.
W latach siedemdziesiątych XX w. w środowisku Przysuskiego Towarzystwa Kulturalnego rozpoczęto gromadzenie materiałów dotyczących Oskara Kolberga oraz eksponatów etnograficznych i historycznych z okolic Przysuchy. Zbiory prezentowano na wystawach w bibliotece i w zabytkowym lamusie dworskim (1974–1978). W roku 1979 kolekcję przeniesiono do Muzeum Ludowych Instrumentów Muzycznych w Szydłowcu, w Przysusze utworzono oddział muzealny. 
Muzeum mieści się w Dworze Dembińskich, którego parterową część przeznaczono na siedzibę muzeum biograficznego Kolberga. Placówka została otwarta w 1990 r. z okazji jubileuszu 100 rocznicy śmierci Kolberga. Od 1992 r. muzeum jest oddziałem Muzeum Wsi Radomskiej w Radomiu. 
W stałej ekspozycji stałej prezentowane są zapisy terenowe Kolberga, korekty autorskie oraz pierwodruki tomów „Ludu”, korespondencja, szkice i rysunki terenowe, publikacje jego artykułów w XIX-wiecznych czasopismach.
Aranżacja wnętrz muzeum stylizowana jest na gabinet-pracownię i salon uczonego humanisty z wyposażeniem typowym dla zamożnego dworu z 2 poł. XIX wieku. 
Muzeum prezentuje również stałą ekspozycję na temat historii Przysuchy XVIII/XIX wieku. Zbiory do niej pozyskano z archiwów, bibliotek i muzeów oraz z zasobów rodziny Dembińskich przez trzy wieki związanej z Przysuchą.
Muzeum jest organizatorem Nagrody im. Oskara Kolberga „Za zasługi dla kultury ludowej”.